# Gålmeluoppele
Gålmeluoppele är en sjö i Krokoms kommun i Jämtland och ingår i Indalsälvens huvudavrinningsområde. Sjön har en area på 0,0517 kvadratkilometer och ligger 758,1 meter över havet. Gålmeluoppele ligger i Svenskådalen Natura 2000-område.

## Delavrinningsområde
Gålmeluoppele ingår i det delavrinningsområde (710532-138156) som SMHI kallar för Mynnar i Stor-Burvattnet. Medelhöjden är 849 meter över havet och ytan är 10,95 kvadratkilometer. Det finns inga avrinningsområden uppströms utan avrinningsområdet är högsta punkten. Vattendraget som avvattnar avrinningsområdet har biflödesordning 3, vilket innebär att vattnet flödar genom totalt 3 vattendrag innan det når havet efter 328 kilometer. Avrinningsområdet består mestadels av kalfjäll (97 procent). Avrinningsområdet har 0,2 kvadratkilometer vattenytor vilket ger det en sjöprocent på 1,8 procent.